# Leszek Wincenciak
Leszek Eugeniusz Wincenciak – polski ekonomista, doktor habilitowany nauk społecznych, profesor na Uniwersytecie Warszawskim, specjalista od ekonomii międzynarodowej.

## Kariera naukowa
W 2001 roku na Uniwersytecie Warszawskim uzyskał tytuł magistra ekonomii. W 2007 roku na Wydziale Nauk Ekonomicznych tej samej uczelni uzyskał stopień doktora nauk ekonomicznych na podstawie rozprawy pt. Dostosowania rynku pracy do zmian kursu walutowego w gospodarce Polski, której promotorem był Mieczysław Socha. W tym samym roku został zatrudniony na tejże uczelni, a w 2020 roku uzyskał na niej stopień doktora habilitowanego nauk społecznych na podstawie pracy pt. Determinanty sukcesu absolwentów we wchodzeniu na rynek pracy.